# Rebel Moon - Parte 2: La sfregiatrice
Rebel Moon - Parte 2: La sfregiatrice (Rebel Moon - Part Two: The Scargiver) è un film del 2024 diretto da Zack Snyder. Il regista è anche autore del soggetto, coautore della sceneggiatura, direttore della fotografia e coproduttore.
È il seguito del film Rebel Moon - Parte 1: Figlia del fuoco (2023).

## Trama
Kora e i guerrieri sopravvissuti tornano a Veldt, credendo che Kora abbia ucciso l'ammiraglio Noble in un combattimento corpo a corpo e impedito l'imminente assalto al pianeta per reclamare le sue scorte di cibo, ma Aris, un soldato del Mondo Madre che lavora come doppio agente per il pianeta li informa che la nave corazzata arriverà tra cinque giorni. I combattenti si uniscono al piccolo gruppo di abitanti del villaggio per raccogliere l'intera scorta di grano in tre giorni, quindi la farina può essere utilizzata come leva per impedire alle forze del Mondo Madre di bombardare semplicemente il villaggio dall'orbita; nei restanti due giorni, Titus intende addestrare gli abitanti del villaggio a combattere.
Kora e Gunnar diventano amanti, e lei ammette che il reggente Balisarius ha costretto il suo coinvolgimento nell'assassinio del re, della regina e della giovane principessa Issa del Mondo Madre, con Kora stessa che ha sparato alla principessa. Balisarius aveva quindi tentato di incastrarla per il colpo di stato, ma lei era invece fuggita a Veldt su una navetta di Mondo Madre per nascondersi dalla legge.
Per due giorni, Titus, Nemesis, Tarak, Milius e Kora addestrano un pugno di abitanti del villaggio al combattimento, preparando un piano che prevede lo scavo di trincee e tunnel nei campi, la posa di esplosivi e la preparazione della navetta di Kora. Il gruppo si rivela anche il proprio passato, ma Kora rifiuta di condividere il suo coinvolgimento nella morte di Issa. Quando Noble arriva con la corazzata, le sue forze scansionano il villaggio, identificando dove si nascondono donne e bambini, protetti da Nemesis e Aris, e inviano forze per catturarli per costringere Kora a uscire. Kora tenta di arrendersi a lui una volta che Noble promette di risparmiare il villaggio, ma Gunnar innesca comunque l'imboscata. Titus e Tarak guidano i villaggi nel respingere con successo la prima ondata, anche se Nemesis viene uccisa mentre difendeva donne e bambini.
Il grande contingente di truppe della seconda ondata pesantemente corazzate e meccanizzate del Mondo Madre respinge i pochi difensori rimasti, distruggendo gran parte del villaggio, ma Kora e Gunnar usano la navetta e le uniformi rubate per infiltrarsi nella corazzata, posizionando esplosivi sul motore. Jimmy arriva per aiutare i difensori del villaggio a respingere l'assalto e gli esplosivi abbattono la corazzata. Nel processo, Kora combatte Noble, ma quando l'ammiraglio sta per soffocarla, Gunnar lo ferisce, lasciando poi a Kora il colpo di grazia, uccidendolo definitivamente. In seguito, Gunnar muore per le ferite riportate. Devra Bloodaxe e le sue forze ribelli arrivano su navi per distruggere le restanti truppe del Mondo Madre, portando alla vittoria. In seguito, il villaggio piange i morti e Kora ammette il suo passato, che Titus rivela di conoscere già. Rivela anche che Issa è segretamente viva e nascosta, e il gruppo riunito dichiara le proprie intenzioni di trovarla e ripristinare la stirpe reale al trono per deporre Balisarius.

## Distribuzione
Il film è stato distribuito sulla piattaforma Netflix il 19 aprile 2024.

## Versioni alternative
Così come la prima parte, anche la seconda ha avuto una versione director's cut, vietata ai minori di 18 anni non accompagnati da adulti, intitolata Rebel Moon - Capitolo 2: La maledizione del perdono (Rebel Moon - Chapter Two: Curse of Forgiveness).
La durata complessiva dei due film in versione estesa è di oltre 6 ore. 

## Accoglienza
Il film è stato stroncato sia dalla critica che dal pubblico; su Rotten Tomatoes detiene una percentuale di gradimento pari al 16% da parte della critica.
Inoltre è stato canditato ai Razzie Awards 2024 come peggior prequel, remake, rip-off o sequel.

## Sequel
Il regista ha dichiarato che è al lavoro per il terzo capitolo.. Tuttavia, a causa delle visualizzazioni deludenti e la bocciatura da parte di critica e pubblico per entrambi i film, non ci sono state più notizie sul seguito.